# Dvärgsvin
Dvärgsvin eller dvärgvildsvin (Porcula salvania) är den enda arten i släktet Porcula i familjen svindjur. Arten är starkt hotad och är den minsta i familjen. Zoologer har under ett antal år räknat arten till släktet Sus, men sedan 2007 har man återgått till den ursprungliga klassningen.

## Kännetecken
Hanar når en kroppslängd mellan 66 och 71 cm och honor blir 55 till 62 cm långa. Mankhöjden är 23 till 30 cm för hanar samt 20 till 22 cm för honor. Svansen är bara en kort stump med 2 till 3 cm längd. Vikten ligger för hanar mellan 7,5 och 12 kg och för honor mellan 6,5 och 7,5 kg. Hanar har dessutom längre hörntänder än honor. Dvärgsvin har en avrundad kroppsform och jämförelsevis korta extremiteter. Pälsen har en gråbrun färg och är på undersidan lite ljusare.
Honor har bara tre par spenar.

## Utbredning och habitat
Dvärgsvin förekommer i norra delar av Sydostasien. Deras ursprungliga levnadsområde utgjordes av nordöstra Indien, södra Nepal och Bhutan. Idag finns de kvar bara i två viltparker i den indiska delstaten Assam. Deras habitat bildas av öppna landskap med tätt och högvuxet gräs samt några träd och buskar.

### Status
Dvärgsvinet är den enda representanten för Porcula, vilket gör det än mer angeläget att bevara denna akut hotade art.  Dess utrotning skulle ju leda till förlust av en unik evolutionär gren av svin. De brukade vara rikligt förekommande i de långa, våta gräsmarkerna i södra Himalayas utlöpare från Uttar Pradesh till Assam, genom Nepal och norra Bengalen. Mänskliga intrång har dock i stort sett förstört dvärgsvinens naturliga livsmiljö genom utveckling, jordbruk, inhemskt bete och avsiktliga bränder. Endast en livskraftig population finns kvar i Manas Tiger Reserve, men även där kvarstår hotet från betande boskap, tjuvjakt och brand. Den totala vilda populationen uppskattas vara mindre än 150 djur och arten finns angiven som "akut hotad". . Deras sällsynthet kontrasterar starkt mot den enorma populationen vildsvin i Indien.

## Levnadssätt
Dvärgsvin lever i familjegrupper med oftast fyra till fem individer som består av två honor med deras ungar. Vuxna hanar lever utanför parningstiden ensamma men håller ibland lös kontakt till sina familjer. Arten är huvudsakligen aktiv på dagen men vilar under de hetaste timmarna. Deras tillhåll består av en grop som polstras med växtdelar. Viloplatsen används av hela gruppen gemensamt som skydd mot nätternas kyla.

## Föda
Dvärgsvin är som de flesta svindjur allätare. De livnär sig av rötter, rotfrukter, frukter och andra växtdelar men även av insekter, fågelägg, mindre ryggradsdjur och as. De tillbringar 6 till 10 timmar av dagen med att äta.

## Fortplantning
Efter dräktigheten som varar i cirka 100 dagar föder honan vanligtvis tre till fyra ungdjur. Parningen är bunden till årstiden och sker huvudsakligen vid början av vårens monsun från april till maj. Ungdjur är vid födelsen 16 till 19,5 centimeter långa och 135 till 250 gram tunga. Deras hud är i början grå till rosa. Efter 13 till 33 månader är unga dvärgsvin könsmogna. Dessa djur kan bli 10 till 12 år gamla.

## Taxonomi och systematik
Arten beskrevs första gången som den enda medlemmen i släktet Porcula (Hodgson, 1847), men ansågs då vara den närmaste släktingen till den eurasiska vildsvinet Sus scrofa och fick namnet Sus salvanius (Oliver, 1980; Oliver & Deb Roy, 1993). Ny genetisk analys av en stor del av mitokondriellt DNA stöder med hög statistisk säkerhet den ursprungliga klassificeringen av dvärgsvinet som ett unikt släkte (Funk et al., 2007). Återupprättandet av den ursprungliga släktstatusen och artnamnet Porcula salvania har antagits av gendatabanken GenBank. Artnamnet salvania är efter salträdsskogarna där det konstaterades.

## Dvärgsvin och människor
Dvärgsvin räknas till de akut hotade arterna. Det beror dels på jakt för att få djurets kött och dels på förstöring av deras levnadsområde genom byggande av bostäder och vattenreservoarer eller genom omvandling till odlad mark. På grund av dessa förändringar minskade beståndet betydligt och vid slutet av 1950-talet ansågs arten som utdöd.
1971 upptäcktes några individer i Viltreservatet Manas i Assam och senare även i viltreservatet Barnadi som hade överlevt. Trots pågående skyddsprogram uppskattas hela beståndet till 100 eller 150 individer. IUCN listar arten som critically endangered.
Hittills har bara ett fåtal europeiska djurparker haft dvärgsvin. Under 1800-talet fanns dvärgsvin att beskåda i Londons och Berlins zoo. 1976 fick djurparken i Zürich ett par som nådde större bekanthet. Honan födde 1977 fem ungdjur men dog tre månader senare. Ungdjurens uppfostring var däremot lyckligare. 1978 dog den sista honan i gruppen på grund av skador som hon fick under en förlossning.

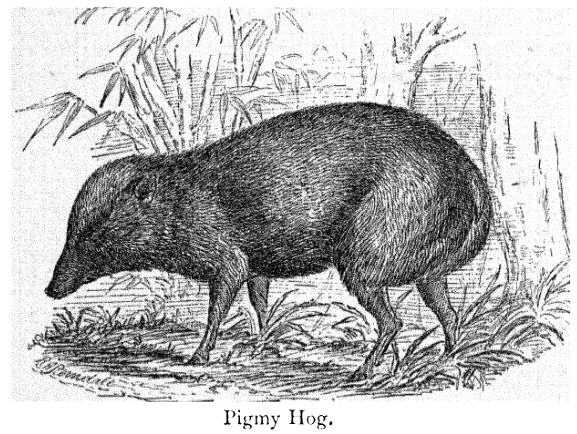
Porcula salvania tecknad 1929

### Artbevarande
Skydd av arten har försvårats på grund av brist på offentligt stöd, till skillnad från sydasiatiska däggdjur med karisma som den bengaliska tigern eller indisk pansarnoshörning. Lokal politisk oro i området har också försvårat effektiva bevarandeinsatser, men dessa konflikter har nu upphört.
1800-talets europeiska fångenskap syftade inte heller till bevarande, och ingen av dessa populationer överlevde. Dvärgsvinen i Zürich mellan 1976 och 1978 slutade med att alla honor dog. Framgång för uppfödning i fångenskap har dock ökat dramatiskt efter dvärgsvinsprogrammet för skydd, Pygme Hog Conservation Program, PHCP, bildades 1995. PHCP inrättades inom ramen för ett formellt "International Conservation Management and Research" avtal mellan Durrell Wildlife Conservation Trust, Internationella naturvårdsunionens (IUCN) Pigs, Peccaries and Hippo Specialist Group, Skogsdepartementet (Government of Assam) och Ministeriet för miljö och skogar (Government of India).  Durrell Wildlife Conservation Trust har inlett en omfattande bevarandestrategi inklusive fältundersökningar av dvärgsvinens och deras livsmiljöers status, beteendestudier, personalutbildning, lokalsamhällets medvetenhet och biståndsprogram plus inrättandet av ett mycket framgångsrikt program för uppfödning i fångenskap vid Forsknings- och uppfödningscentret för dvärgsvin i Assam. Aktiv habitatsförvaltning har inrättats och ett återinförandeprogram har nu inletts.